# Fallstrimmor

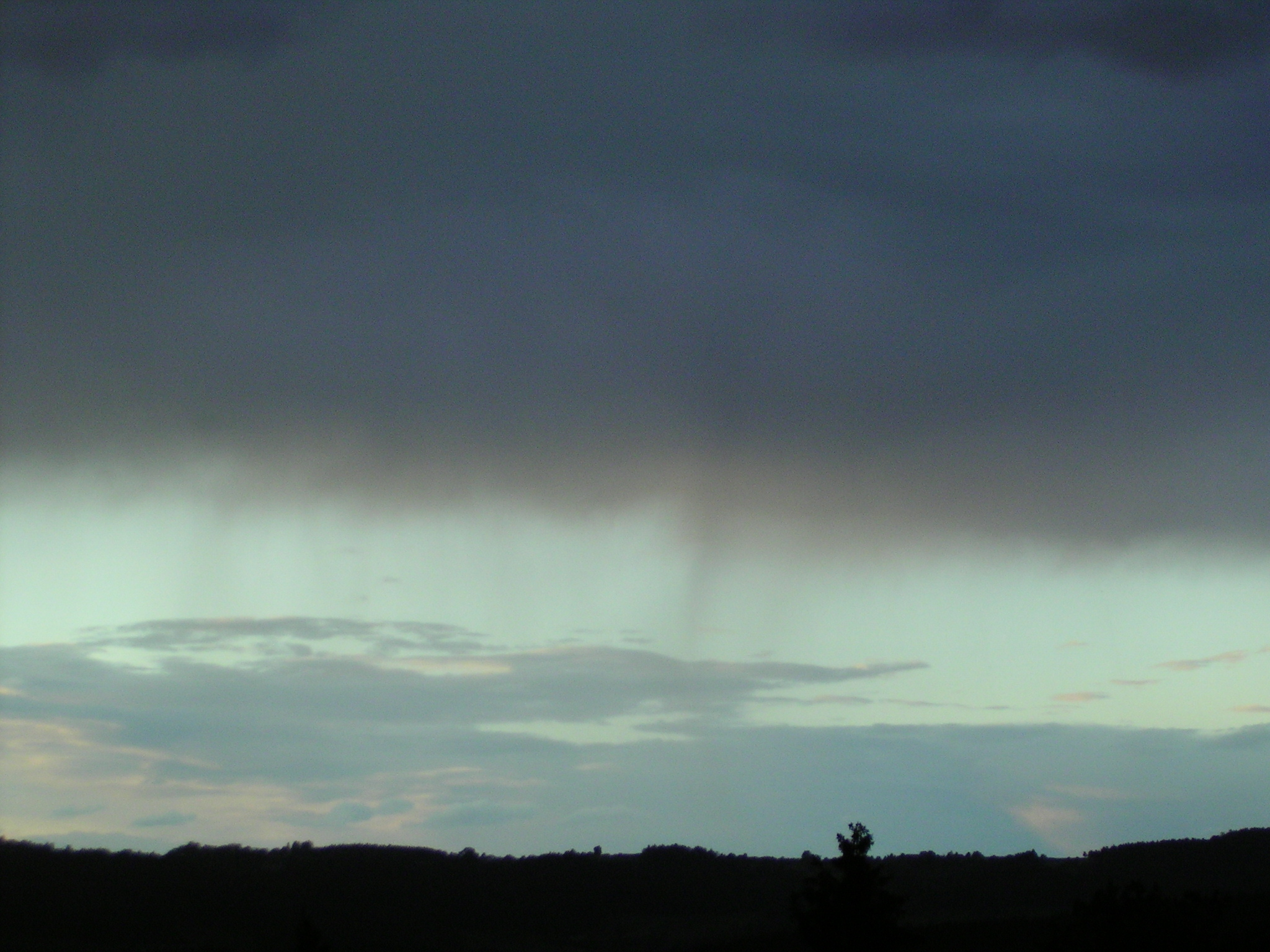
Nimbostratus-virga.

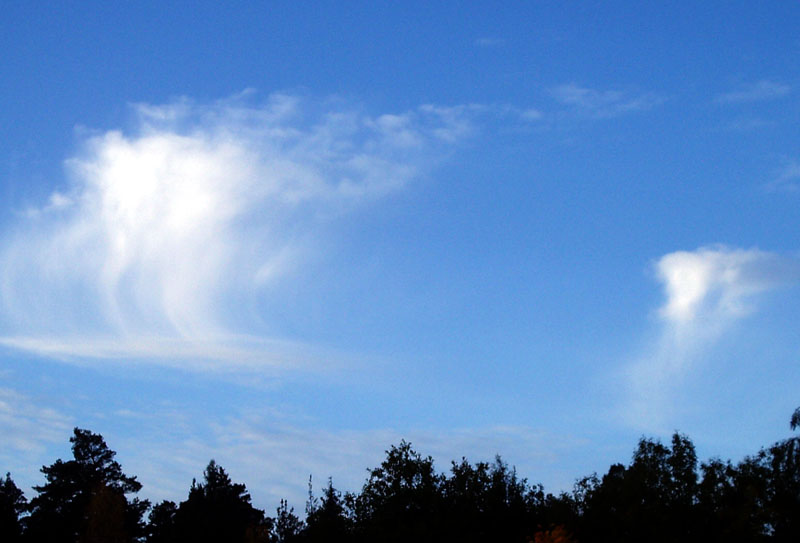
Altocumulus-virga.

Fallstrimmor, virga, är ett meteorologiskt fenomen i form av strimmor. De förekommer på undersidan av moln, särskilt under högt eller medelhögt (5–10 km höjd) svävande moln, och består av fallande iskristaller. Till skillnad från nederbörd når den inte ner till marken.

## Bildande
Fallstrimmorna bildas när iskristallerna blivit för tunga för att kunna hålla sig svävande inuti molnet. Fallstrimmorna upphör dock långt innan nederbörden når marken, genom att nederbörden avdunstar i den torra luften. Fallstrimmor syns som ett trådigt och mer eller mindre vertikalt strimmigt skägg under molnet; på grund av starka vindar (bland annat under altocumulus) uppstår vågformer och böjar i fallstrimmornas mönster.
Fallstrimmor syns oftast under bymoln (cumulonimbus) men förekommer även under till exempel fjädermoln (cirrus). Det kan också bildas så kallade fallstrimmehål i altocumulusmoln.

## Påverkan
När fallstrimmorna torkar upp i luften kyls den omgivande luften ner, vilket leder till bildandet av en kall luftbubbla. När luftbubblan sjunker mot marken kan den ge ökad turbulens för t.ex. ett flygplan som korsar dess väg.